# Busto di Bindo Altoviti
Il Busto di Bindo Altoviti è un'opera scultorea in bronzo (105,5x68,4x40,5 cm, altezza senza piedistallo 82,5 cm) di Benvenuto Cellini, databile al 1546-1550 circa e conservata nell'Isabella Stewart Gardner Museum di Boston.

## Storia
Il potente banchiere Bindo Altoviti era uno dei personaggi più in vista alla corte di Paolo III Farnese. Di famiglia fiorentina, seguì sempre da vicino le sorti politiche della sua patria, schierandosi apertamente contro Cosimo I de' Medici a favore del ritorno della Repubblica. Il busto fu forse commissionato in occasione della sua nomina a senatore fiorentino (1546), fatta da Cosimo I per accattivarsi il papa e il suo favorito, e dovette essere terminato entro il 1550, quando lo vide Michelangelo nel palazzo romano del banchiere, in uno studio che giudicò male illuminato: nonostante ciò il giudizio sull'opera fu entusiasta, dichiarandolo "superiore agli antichi".
La scultura, già al palazzo Altoviti a Roma distrutto nel 1888, fu acquistata sul mercato antiquario da Isabella Stewart Gardner nel 1898, su suggerimento di Bernard Berenson, dopo che il giovane Stato italiano non esercitò il diritto di prelazione.

## Descrizione e stile

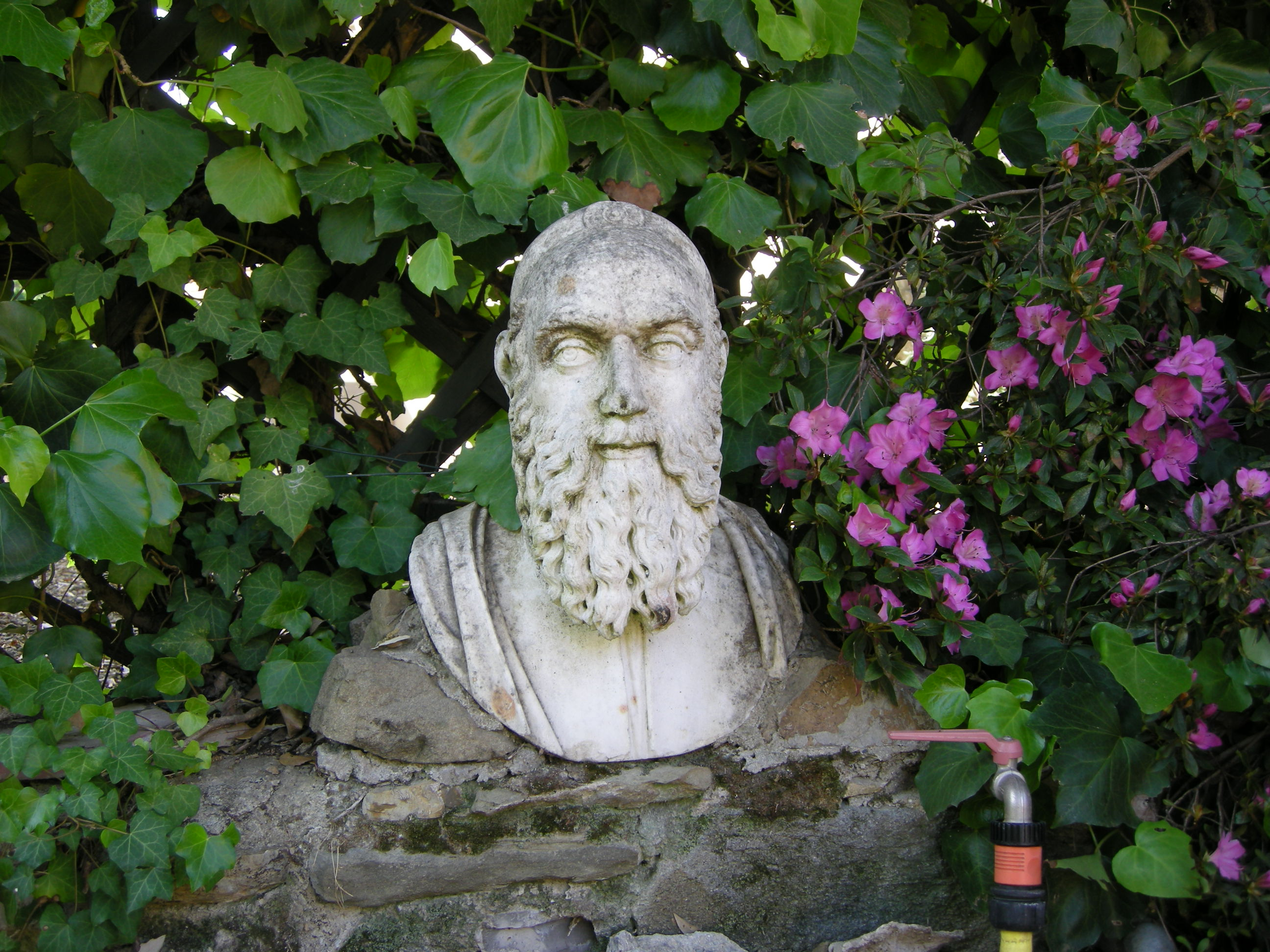
Una copia della testa del busto di Bindo Altoviti nei giardini di Villa I Tatti di Berenson

L'ottimo stato di conservazione (possiede ancora la patina antica), raffigura il soggetto in età avanzata, con uno sguardo intenso leggermente rivolto alla destra dell'osservatore, la bocca semidischiusa come se stesse per parlare, la barba folta cesellata con grande maestria. Indossa una cuffia ricamata ed è vestito da una tunica e un mantello all'antica che coprono in parte una camicia alla moderna: ciascun tessuto è reso in maniera diversa in modo da rendere, pur nel difficile bronzo, la diversa consistenza materica delle stoffe.
Il modellato del volto è considerato un capolavoro, per l'accurata resa dei dettagli, in bilico tra naturalismo e artificio: spiccano la fronte rugosa, le sopracciglia folte e sporgenti, le borse sotto le palpebre. Tutto ciò non mette in secondo piano, ma anzi esalta le caratteristiche psicologiche dell'effigiato, quali la forza e la capacità di decisione, attenuati però da un atteggiamento di stoica impassibilità che sembra suggerire lo sguardo leggermente abbassato. Caratteristiche ben diverse, probabilmente calibrate consapevolmente dall'artista e dal committente, rispetto all'energico busto di Cosimo I de' Medici che il Cellini aveva fuso solo tre anni prima. Se Cosimo appare come un risoluto generale, Bindo sembra piuttosto un filosofo.
Sul piedistallo compare un cane rampante, dallo stemma della famiglia Altoviti.